# 소비보르 강제 수용소

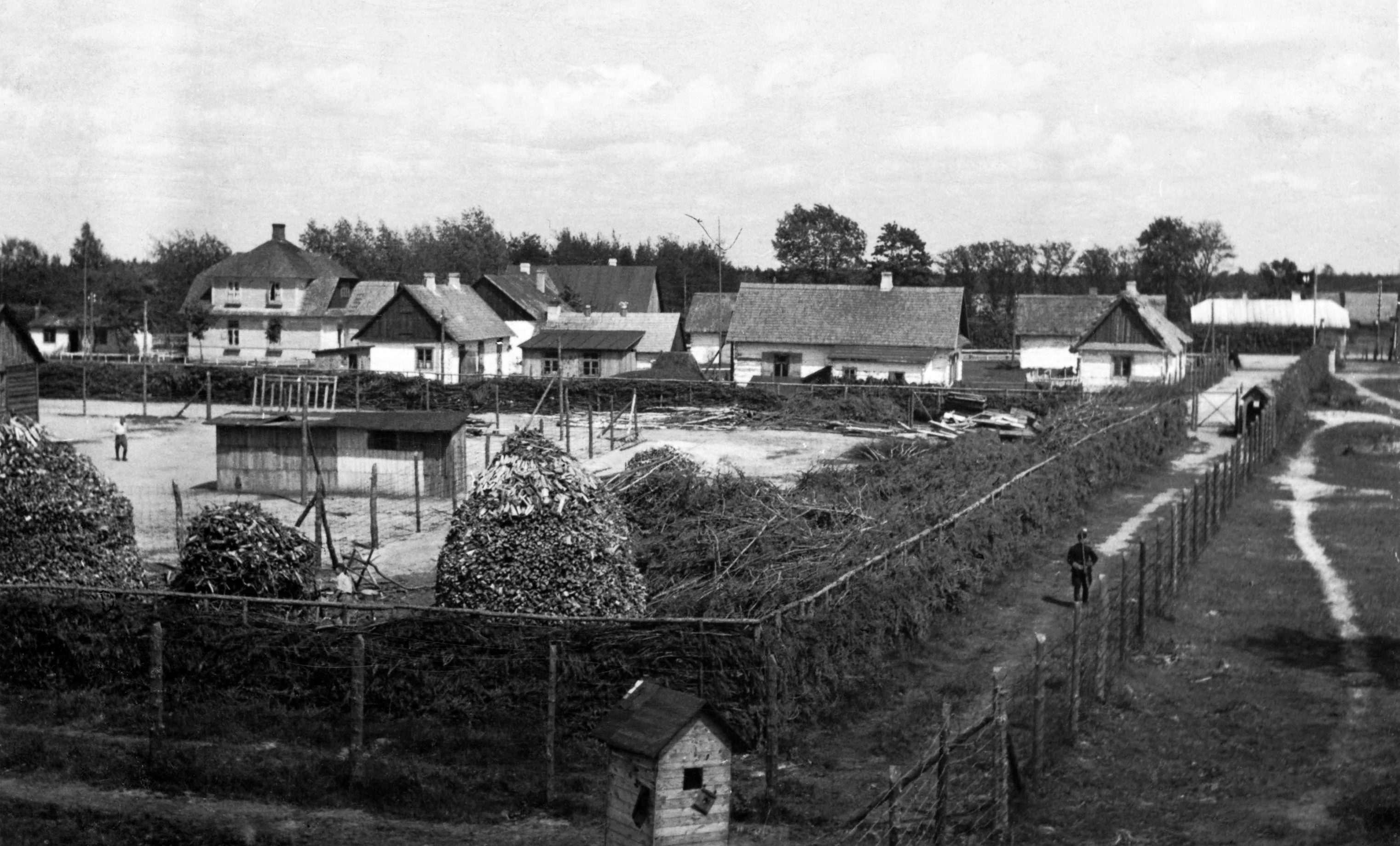
소비보르 강제 수용소 (1943년 여름)

소비보르 강제 수용소(Sobibor)는 나치 독일이 라인하르트 작전의 일환으로 건설하고 운영한 폴란드의 절멸 수용소였다. 이 수용소는 독일 이 점령한 폴란드 총독부 지역의 즈워베크두지 마을 근처 숲에 위치해 있었다. 소비보르는 절멸 수용소로서 유대인을 살해하는 유일한 목적으로 존재했다. 대부분의 수감자는 도착한 지 몇 시간 만에 가스로 죽었다. 즉시 죽지 않은 사람들은 수용소 운영을 돕도록 강요당했고, 몇 달 이상 살아남은 사람은 거의 없었다. 소비보르에서 총 17만~25만 명이 살해당하여 아우슈비츠, 트레블링카, 베우제츠에 이어 네 번째로 치명적인 나치 수용소가 되었다.
수용소는 1943년 10월 14일에 일어난 수감자 반란 이후 운영을 중단했다. 반란 계획은 두 단계로 진행되었다. 첫 번째 단계에서는 수감자 팀이 각 SS 장교를 신중하게 암살했다. 두 번째 단계에서는 600명의 수감자가 저녁 점호를 위해 모이고 정문을 통해 자유의 몸으로 걸어 나갔다. 그러나 SS 병사 11명만 사망한 후 계획이 중단되었다. 수감자들은 철조망 울타리를 넘어 기관총 사격을 받으며 지뢰밭을 달려 탈출해야 했다. 약 300명의 수감자가 수용소를 빠져나왔고, 그 중 약 60명이 전쟁에서 살아남았다.
반란 이후, 나치는 진군하는 적군으로부터 범죄를 은폐하기 위해 수용소 대부분을 파괴했다. 제2차 세계 대전 이후 첫 수십 년 동안 이 장소는 방치되었고, 홀로코스트에 대한 대중적 또는 학술적 설명에서 이 수용소는 거의 언급되지 않았다. 현재 소비보르 박물관이 이 장소에 있으며, 고고학자들이 계속 조사하고 있다.